# Tong’an Daopi
Tong’an Daopi (chiń. upr. 同安道丕; pinyin Tóng’ān Dàopī; kor. 동안도비 Tongan Tobi; jap. Dōan Dōhi; wiet. Đồng An Đạo Vậy) – chiński mistrz chan ze szkoły caodong.

## Życiorys
Był uczniem i spadkobiercą mistrza chan Yunju Daoyinga. Potem był opatem klasztoru Tong’an na górze Fengchi w Hongzhou w pobliżu miasta Nanchang.
Mnich spytał: „A co jeśli ktoś zrozumie wszystko jednym spojrzeniem, a następnie wyjdzie?”
Daopi powiedział: „To dobrze. Więc dlaczego wróciłeś tu?”
Mnich spytał: „Czy nieożywione rzeczy mogą objaśniać Dharmę?”
Daopi powiedział: „Jadeitowy pies włóczy się nocami, nigdy nie znając dnia.”
Mnich spytał: „Co jest strzałą Tong’ana?”
Daopi powiedział: „Popatrz za siebie.”
Mnich spytał: „Co jest tam z tyłu?”
Daopi powiedział: „To już minęło.”

## Linia przekazu Dharmy zen
Pierwsza liczba oznacza liczbę pokoleń od Pierwszego Patriarchy chan w Indiach Mahakaśjapy.
Druga liczba oznacza liczbę pokoleń od Pierwszego Patriarchy chan w Chinach Bodhidharmy.
- 33/6. Huineng (638–713)
  - 34/7. Qingyuan Xingsi (660–740)
    - 35/8. Shitou Xiqian (700–790)
      - 36/9. Yaoshan Weiyan (751–834)
        - 37/10. Yunyan Tansheng (770–841)
          - 38/11. Dongshan Liangjie (807–869) szkoła caodong
            - 39/12. Jiufeng Puman (bd)
              - 40/13. Tong’an Wei (bd)

            - 39/12. Youqi Daoyou (bd)
            - 39/12. Tiantong Weiqi (bd)
            - 39/12. Yunju Daoying (zm. 902)
              - 40/13/1. Taekyŏng Yŏŏm (862–930) szkoła sŏngju – Korea
              - 40/13. Tong’an Daopi (bd) (także Daoying)
                - 41/14. Tong’an Guanzhi (bd)
                  - 42/15. Liangshan Yuanguan (bd)
                    - 43/16. Dayang Jingxuan (943–1027) (także Jingyan)

            - 39/12. Longya Judun (835–923)
              - 40/13. Yanqing (bd)
              - 40/13. Hanzhu (bd)

            - 39/12. Qinshan Wensui (bd)
            - 39/12. Yuezhou Qianfeng (bd)
            - 39/12. Qinglin Shiqian (bd)
            - 39/12. Sushan Kuangren (837–909)
              - 40/13. Huguo Shoucheng (bd)
              - 40/13/1. Tongjin Kyŏngbo (868–948) szkoła tongni – Korea

            - 39/12. Jingdiao Xianzu (bd)
            - 39/12. Caoshan Benji (840–901)